# O. Festival
O. Festival (zuvor Operadagen Rotterdam) ist ein mehrtägiges Festival mit zeitgenössischen Produktionen von Oper und Musiktheater, welches jährlich in Rotterdam stattfindet. Die Idee zu dem Festival entstand 2001, dem Jahr als Rotterdam Kulturhauptstadt Europas war. 2005 dann wurde es von der neu gegründeten Stichting Opera Rotterdam, in der verschiedene Rotterdamer Kunstinstitutionen vereinigt sind, erstmalig veranstaltet. Die Aufführungen werden in verschiedenen Orten der Stadt gezeigt, darunter  im Theater Rotterdam, De Doelen, Worm und im Luxor Theater, aber auch an eher unvermuteten Orten wie einer Brauerei („Stadshaven“), Gewölben unter dem Oostplein, unter der Van Brienenoordbrug und sogar in einem Sex-Club.
Die Veranstaltung berücksichtigt niederländische als auch ausländische Produktionen. Die Aufführungen zeigen moderne Bearbeitungen klassischer Stücke bis hin zu vollständig neuen Werken. 2022 wurde die niederländische Premiere der Oper Sun and Sea aufgeführt.

## Internationale Aufmerksamkeit
in 2016 wurde das Festival als einzige niederländische Organisation nominiert für den Classical Next Innovation Award, der aus Berlin vergeben wird. Seit 2016 tritt das O. Festival als Mitorganisator des Music Theatre NOW auf, einem internationalen Wettbewerb, der von dem  Internationalen Theatre Institute 2008 ins Leben gerufen wurde. Hier werden durch eine Jury sechs innovative Opern- und Musiktheaterproduktionen aus allen Kontinenten auswählt.
Nach 15 Jahren Betrieb unter dem Namen Operadagen Rotterdam wurde 2021 der Name zu O. Festival geändert. Es wird finanziert durch staatliche Förderung, dem Fonds Podiumkunsten, der Stadt Rotterdam, dem Prins Bernhard Cultuurfonds und anderen Förderern.